# Angell Summers
Pour les articles homonymes, voir Summers.
Angell Summers, née le 29 mai 1987 à Chartres, est une ancienne actrice pornographique française. Elle fait carrière dans le X en France et aux États-Unis entre 2008 et 2013, puis devient coach en sexualité.

## Biographie
Angell Summers a été mannequin photo et strip-teaseuse entre 2007 et 2008, avant de se lancer dans le porno.
Elle commence par une figuration dans Section disciplinaire, un film réalisé par Alain Payet pour la société Marc Dorcel. Elle tourne sa première scène hard pour Christian Lavil dans Blanche, Alice, Sandy et les autres. Elle tourne avec John B. Root, Fabien Lafait, Fred Coppula et pour Christophe Clark ou 21 Sextury à Budapest en Hongrie.
Elle a également tourné dans QI, une série télévisée comique de Olivier de Plas avec Alysson Paradis et Jérôme Daran.
En septembre 2013, elle annonce via son blog l'arrêt de sa carrière d'actrice pornographique et devient coach en sexualité. Elle signe également des chroniques sur différents sites, dont le Plus Obs.

## Récompenses
- 2009 : Hot d'or de la Meilleure starlette française
- 2011 : Television X Shafta Awards (uk) Foreign Performer Of The Year[4]

## Filmographie sélective

### Films
(mai 2021).
- French Angels de Christophe Clark
- Section disciplinaire de Alain Payet
- Les Majorettes de Yannick Perrin
- Blanche, Alice, Sandy et les autres  de Christian Lavil
- Les Chiennes de  Marc Lelong
- Les Castings de Fred Coppula acte 3 de Fred Coppula
- Montre-moi du rose de John B Root
- Le Journal de Mia de Jack Tyler
- Allons baiser en Guadeloupe de Yannick Perrin
- Les Emmerdeuses de Fabien Lafait
- Le Bal des hardeuses de Fabien Lafait
- Ma prof n'a pas de culotte de Fabien Lafait
- Coloc'N'Roll de Sabrina Sweet
- Scandale dans la famille de Christian Lavil
- One Night Sex de Jack Tyler
- La Règle numéro 1 de Sabrina Sweet
- Les Grimpeuses de Seb Lemmy
- Comment épouser son patron de Yannick Perrin
- Marie-Noëlle de Christian Lavil
- Cinémax de Max Antoine
- Q ze série (épisode 30 : Le Lapin chasseur) de Yannick Perrin
- Sexe d'or (Blue One) 2010 avec Eliska Cross, Penelope Tiger
- 2012 : Liberté sexuelle d'Ovidie
- 2017 : Je mouille pour toi de Joy Bear

### Télévision
- 2012-2014 : QI (série) : Sania, actrice X
- A tourné en février 2016 pour l'émission Top Gear France